# Thrixspermum teretifolium
Thrixspermum teretifolium är en orkidéart som beskrevs av P.O'byrne och Jaap J. Vermeulen. Thrixspermum teretifolium ingår i släktet Thrixspermum och familjen orkidéer.
Artens utbredningsområde är Sulawesi. Inga underarter finns listade i Catalogue of Life.